# Pedaliodes phrasa
Pedaliodes phrasa är en fjärilsart som beskrevs av Smith och Kirby 1894. Pedaliodes phrasa ingår i släktet Pedaliodes och familjen praktfjärilar. Inga underarter finns listade i Catalogue of Life.